# Сокич, Любица Цуца
Любица Цуца Сокич (серб. Љубица Цуца Сокић; 9 декабря 1914, Битола — 8 января 2009, Белград) — сербская и югославская художница. Действительный член Сербской академии наук и искусств.

## Биография
Родилась в семье главного редактора и совладельца белградской газеты «Правда». Сестра актрисы театра и кино Ружицы Сокич.
Училась живописи в Королевской школе искусств в Белграде у Йована Биелича, Беты Вуканович, Любомира Ивановича и Ивана Радовича.
В 1936—1939 годах продолжила образование в Париже, где увлеклась модернизмом. В 1939 году выставила свои работы в Galerie de Paris. Вернувшись в Белград в 1939 году, экспонировала свои картины на выставке в столичном павильоне им. Цвиеты Зузорич.
В 1940 году была одной из основателей художественной группы «Десеторика» (Группа 10-ти), которая объединяла сербских художников, обучавшихся в Париже.
В 1948—1972 годах работала профессором Академии изобразительных искусств в Белграде. В 1968 году была избрана членом-корреспондентом Сербской академии наук и искусств, с 1978 года — действительный член академии.

## Творчество
В начале творчества писала портреты, натюрморты и пейзажи, позже — абстракционист. В своей работе использовала технику коллажа, простых геометрических форм и абстракций. Занималась также иллюстрированием детских книг и журналов.

## Награды
- В 1960 году была награждена премией Первого октябрьского салона в Белграде,
- В 1989 году — Гран-при первой биеннале югославского искусства миниатюры,
- В 1993 году — Премией Вуки,
- В 1996 году — премией Фонда Владислава Рыбникара,
- В 2006 году — премией «Божа Илич» .

Похоронена на Новом кладбище Белграда.